# هيذر ميلفيل
هيذر ميلفيل (بالإنجليزية: Heather Melville)‏ هي سيدة أعمال بريطانية، ولدت في 22 ديسمبر 1962 في المملكة المتحدة.